# 張紹簡
張紹簡（？—1618年），號禹凡，山东东昌府临清州人，明朝政治人物。

## 生平
万历三十七年（1609年）己酉科山東鄉試舉人，四十四年（1616年）丙辰科进士，户部觀政，官东明县知县，卒于官。

## 家族
曾祖張授。祖父張鑑。父張楷。